# O.J. Simpson

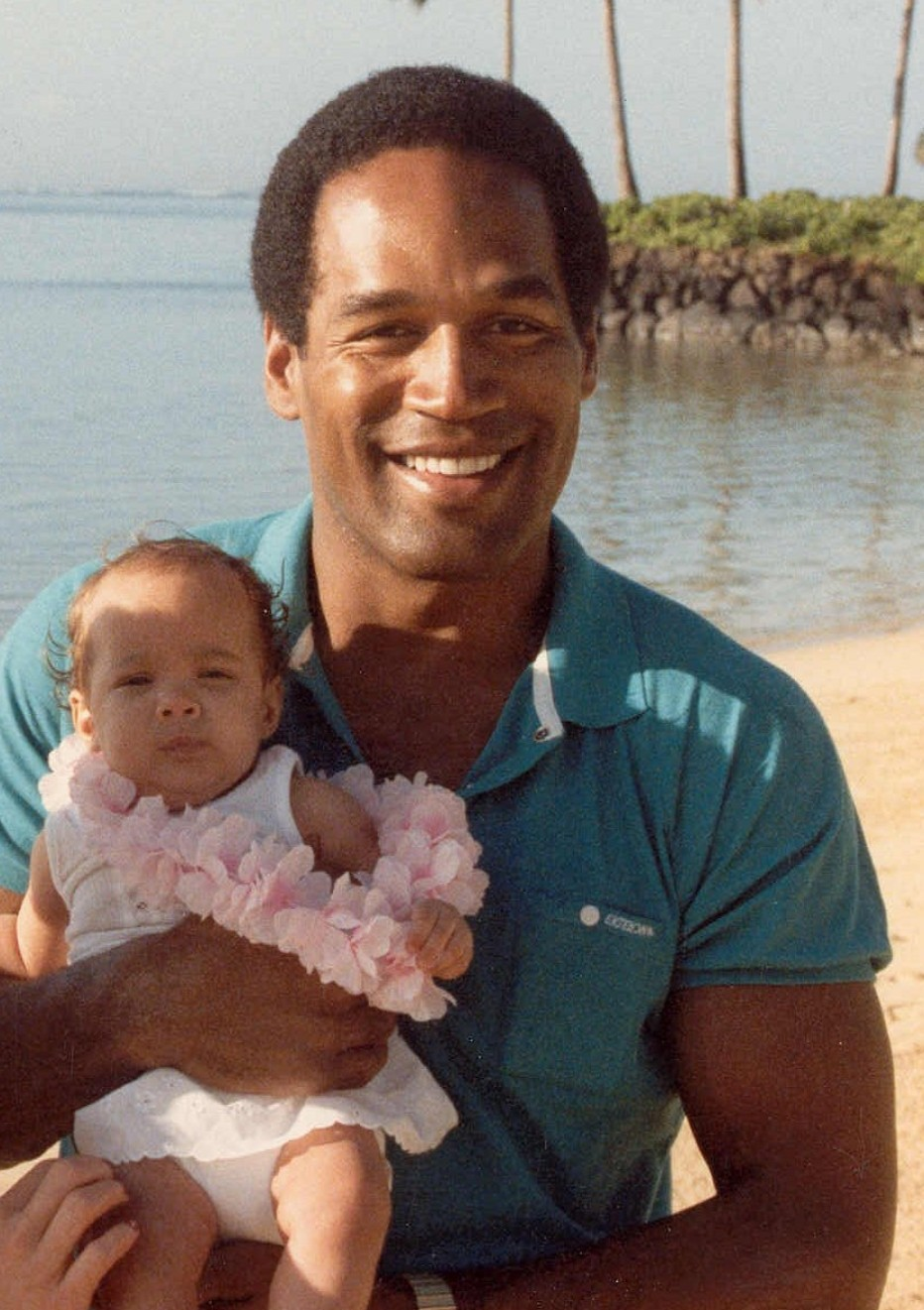
O.J. Simpson 1986.

Orenthal James "O.J." Simpson, född 9 juli 1947 i San Francisco, Kalifornien, död 10 april 2024 i Las Vegas, Nevada, var en amerikansk professionell utövare av amerikansk fotboll och senare skådespelare. Han var, efter sin idrottskarriär, mest känd för ett mordåtal 1995 på sin ex-fru Nicole Brown Simpson och hennes vän Ronald Goldman, i vilket han frikändes efter en dramatisk och mycket uppmärksammad rättegång, liksom ett antal andra utpekad som The Trial of the Century. Simpson dömdes dock senare att betala skadestånd till mordoffrens familjer i en civilrättslig rättegång. Han dömdes även 2008 som skyldig till väpnat rån, utfört 2007, och fick avtjäna fängelsestraff.

## Mordåtal
Den 13 juni 1994 påträffades O.J. Simpsons före detta fru Nicole Brown Simpson (född 1959) och en manlig vän till henne vid namn Ronald Goldman (född 1968) döda utanför hennes bostad i Los Angeles. De hade blivit mördade på ett besinningslöst sätt. Båda hade knivhuggits ett stort antal gånger; Nicole Browns huvud var nästan skilt från kroppen. Misstankarna riktades mot Simpson, som greps av polisen efter en vecka, men först efter en spektakulär biljakt som direktsändes i TV.
Simpson åtalades för mord på Brown och Goldman. Rättegången inleddes den 24 januari 1995 och varade fram till den 3 oktober samma år. Simpson försvarades av åtta försvarsadvokater med stab och som fick namnet Dream Team av amerikansk media. TV direktsände rättegången under flera månader. Det fanns många indicier och omfattande teknisk bevisning som pekade på att Simpson befunnit sig på platsen samt burit en handske med blod från mordoffren. Denna hade senare påträffats hemma hos Simpson. 
Målet var extra känsligt eftersom Simpson var svart medan de två mördade var vita, något som bedömare anser inverkat på juryns (varav nio av tolv medlemmar var svarta) beslut. Andra betonade att juryn, mer eller mindre välgrundat, fäst utomordentligt stor uppmärksamhet vid de skavanker som ansetts föreligga i utredningen, något som väckte mer frekvent och generell kritik från svarta åtalade. Dessutom hade en av de för utredningen väsentliga poliserna, Mark Furman, uttryckt starkt rasistiska åsikter (och specifikt mot rasöverskridande par) relativt kort innan rättegången i strid  med vittnesmål till motsatsen, vilket indirekt kom att undergräva utredningens och därmed åklagarsidans trovärdighet. 
Åklagaren och Simpsons kritiker å andra sidan menade att fallet konkret utgjorde ett exempel av systematisk och otillräckligt hanterad hustrumisshandel och det lidande som tilläts passera ostraffat särskilt hos celebriteter oavsett hudfärg (men kanske särskilt Simpson, givet dennes klassresa och uppfattade underläge) och att juryn ägnat sig åt juryräddning på oskäliga grunder. Det ledde till en känsloladdad debatt om rasismen och etnisk söndring i det amerikanska samhället samt om rättsväsendets integritet. Under rättegången antydde opinionsundersökningar att en klar majoritet vita ansåg Simpson vara skyldig, medan en betydande majoritet av svarta betraktade honom som oskyldig. 
Simpson förklarades i oktober icke skyldig av en enig jury efter en relativt kort periods överväganden. Förhandlingarna hade satt amerikanskt rekord i massmediebevakning när det gäller en rättegång. Cirka 150 miljoner människor följde rättegångens sista dag på TV och såg Simpson motta den friande domen, något som även aktualiserade juryns opartiskhet och de påfrestningar de utsatts för under den ovanligt långa och påfrestande isolering som föregått utslaget. Rättegången har kallats "Århundrades rättegång" (Trial of the Century). Det är att märka att det var ett jurymål och att ingen i juryn ville acceptera den då relativt nya DNA-analysen som på övertygande grunder band Simpson till platsen, delvis då den komprometterats av Furmans och andra polisers uttalanden och påståenden från tekniker att den handske som blodet smetats in i varit för varm för att ha kunnat lämnas på platsen av den skyldige flera timmar tidigare, och därför möjligen utsatts för manipulering av Los Angeles-polisen, som haft tillgång till ett blodprov från Simpson. Den juryledamot som höll emot längst förklarade, enligt försvarsadvokaten Dershowitz, att den tekniska bevisningens bristande integritet fick henne att sälla sig till de övriga som röstat för ”icke skyldig”.
Den 5 februari 1997 ådömdes Simpson dock i en civilrättslig rättegång att betala 33,5 miljoner dollar till Browns och Goldmans familjer. Simpson hade dock endast betalt en bråkdel av skadeståndet vid sin död den 10 april 2024, nära trettio år efter dubbelmordet.[källa behövs]

## Efter rättegången
Simpson flyttade kort efter rättegångarna till Florida, delvis för att undkomma betalningsskyldighet och mediecirkusen som fortsatt långt efter rättegången var över. 2006 uttryckte han en avsikt att publicera boken If I Did It, som var ett hypotetiskt erkännande av mordet på den före detta hustrun. Boken stoppades dock av förlaget HarperCollins ägare Rupert Murdoch. Boken släpptes senare av familjen Goldman, anhöriga till den mördade Ron Goldman, med den marginellt förändrade titeln If I Did It: Confessions of the Killer (ISBN 978-0-8253-0588-7).
Enligt en undersökning gjord år 2016 tror 83 procent av vita amerikaner och 57 procent av svarta amerikaner att Simpson var skyldig till morden. Detta utgör en markant förskjutning sedan rättegången men fortfarande en notabel diskrepans.

## Väpnat rån
I september 2007 hamnade O.J. Simpson återigen på förstasidorna då han åtalades för bland annat väpnat rån, inbrott och kidnappning. Simpson och tre andra män rånade två samlare som enligt Simpson hade stulit en rad minnesföremål som tillhörde honom.  Bollar, priser och plaketter med ett uppskattat värde av 100 000 dollar var det byte som de fyra rånarna "tog tillbaka". Den 3 oktober 2008 befanns Simpson skyldig på alla tolv åtalspunkterna, vilket skedde på årsdagen 13 år efter att han blev frikänd för mord. Simpson fick sin dom den 5 december, där han dömdes till 33 års fängelse med möjlig frigivning efter 10 år. I oktober 2010 nekades han ytterligare prövningsrätt i fallet. Den 20 juli 2017 fattade rätten beslut om villkorlig frigivning och den 1 oktober 2017 blev han frisläppt efter att ha avtjänat 9 år av fängelsedomen.

## Skådespelarkarriär
O.J. Simpson hade även en karriär som skådespelare. Den film han är mest känd från är Den nakna pistolen (1988), där han spelar en otursförföljd polis vid namn Nordberg. Andra välkända filmer som han finns med i är Skyskrapan brinner (1974) och konspirationsfilmen Capricorn One (1978). Han har också en biroll i första avsnittet av den ursprungliga filmatiseringen av Rötter, som började sändas 1977 (1980 i SVT). Simpson har också omnämnts som en möjlig kandidat till rollen som roboten i James Camerons The Terminator från 1984, som emellertid gick till den då betydligt mindre kände Arnold Schwarzenegger. 